# Nation de Normandie de l'université de Paris
La Nation normande était, avec les nations française, picarde et allemande (également appelée anglaise), une des quatre nations composant la Faculté des arts de l’ancienne université de Paris.

## Histoire
La distribution de l’université en nations remonte, selon quelques-uns, au IXe siècle, a de beaucoup précédé l’institution des facultés, association résultant de la distinction des études, indépendante de la patrie. Comme les nations gallicane et anglicane qui en comprenaient d’autres en leur sein, la nation de Normandie était aussi pour le Maine et l’Anjou.
La nation de Normandie, malgré sa moindre étendue par rapport aux deux nations de France et d’Allemagne, disposait des mêmes privilèges qu’elles. Comme elles, la nation de Normandie était régie par un procureur qui élisait, de concert avec ses pairs des autres nations, le recteur de l’université. Lorsqu’ils ne s’accordaient pas, la nation leur adjoignait un électeur choisi parmi les maitres. Il y eut aussi très souvent schisme avec les autres nations. En 1265, la nation de Normandie élut, de concert avec le germanique et la picarde un recteur, tandis que la nation de France en élisait un autre. Chaque parti soutint le chef qu’il s’était donné; et il ne fallut rien moins qu’une sentence du cardinal Simon de Brie, légat du pape, pour faire cesser le scandale en 1266. Cinq ans après, le même prélat dut faire cesser un schisme analogue lorsque la nation normande repoussa un recteur élu par les trois nations de France, d’Allemagne et de Picardie. Au XIVe siècle, en revanche, la nation normande reconnut, avec les nations de France et d’Allemagne, Clément VII comme pape tandis que la nation picarde, qui devait, plus tard soutenir le duc de Bourgogne, Jean sans Peur, contre Charles VI, se prononçait en faveur de son adversaire, Urbain.
À la différence des autres nations qui furent, dans les derniers temps, divisées en tribus, dont chacune portait le nom d’un archevêché et dotée d’un chef électif nommé doyen, celle de Normandie ne le fut jamais. La nation avait des receveurs de deniers, ou trésoriers appelés questeurs, « qui, dit Belleforest, perçoivent des émoluments et biens du corps de la nation, lesquels sont tenus de faire serment de se montrer loyaux en leur charge. » Ce fut vers la fin du XIIIe siècle que l’université de Paris fut définitivement composée de sept corps ou compagnies, à savoir : les trois facultés de théologie, droit et médecine, et les quatre nations de la faculté des arts, parmi les membres de laquelle le recteur était toujours choisi. Les trois facultés dites supérieures ne renfermaient que des docteurs. Leurs bacheliers restèrent néanmoins dans les nations, « image et vestige de l’antiquité, » dit Crevier.